# Roger Brard
Ne doit pas être confondu avec Roger Brard (ingénieur).
Pour les articles homonymes, voir Brard.
Roger Brard, né à Paris le 13 septembre 1911 et mort à Aubergenville le 4 février 1996, est un illustrateur français, connu notamment pour ses illustrations scientifiques dans des dictionnaires de grande diffusion comme Le Petit Larousse illustré ou Le Larousse des débutants, mais aussi, dans un tout autre domaine, pour ses dessins de pin-ups dans des revues comme La Vie parisienne ou Paris-Hollywood. Il a également illustré de nombreux ouvrages pour la jeunesse adaptés des grands classiques de la littérature.

## Ouvrages illustrés par Roger Brard
- Robin des Bois, Éditions Bias, collection Belles lectures, 1955.
- Les Trois Mousquetaires, Éditions Bias, collection Belles lectures, 1956.
- Mon bel album de vacances, Éditions Bias, 1959.
- Lancelot du Lac, Éditions Bias, 1963.
- D’Artagnan, Éditions Bias, 1970.